# Преск-Айл
Преск-Айл (англ. Presque Isle) — місто (англ. city) в США, в окрузі Арустук штату Мен. Населення — 8797 осіб (2020).

## Географія
Преск-Айл розташований за координатами 46°41′19″ пн. ш. 67°59′35″ зх. д. / 46.68861° пн. ш. 67.99306° зх. д. (46.688484, -67.993016).  За даними Бюро перепису населення США в 2010 році місто мало площу 200,99 км², з яких 196,21 км² — суходіл та 4,78 км² — водойми.

### Клімат
| Клімат : Преск-Айл      | Клімат : Преск-Айл | Клімат : Преск-Айл | Клімат : Преск-Айл | Клімат : Преск-Айл | Клімат : Преск-Айл | Клімат : Преск-Айл | Клімат : Преск-Айл | Клімат : Преск-Айл | Клімат : Преск-Айл | Клімат : Преск-Айл | Клімат : Преск-Айл | Клімат : Преск-Айл | Клімат : Преск-Айл |
| Показник                | Січ.               | Лют.               | Бер.               | Квіт.              | Трав.              | Черв.              | Лип.               | Серп.              | Вер.               | Жовт.              | Лист.              | Груд.              | Рік                |
| Абсолютний максимум, °C | 12,8               | 15,0               | 23,3               | 28,9               | 34,4               | 35,0               | 35,6               | 37,2               | 32,2               | 28,9               | 21,1               | 13,9               | 37,2               |
| Середній максимум, °C   | −6,3               | −3,9               | 2,0                | 9,1                | 17,9               | 22,9               | 25,1               | 24,2               | 18,8               | 11,6               | 3,5                | −3,4               | 10,1               |
| Середній мінімум, °C    | −17,1              | −15,2              | −8,8               | −1,7               | 4,8                | 9,9                | 12,8               | 11,7               | 7,0                | 1,6                | −4,1               | −12,6              | −0,9               |
| Абсолютний мінімум, °C  | −37,2              | −38,3              | −34,4              | −25                | −8,9               | −3,3               | 1,7                | −1,7               | −6,1               | −9,4               | −26,1              | −36,1              | −38,3              |
| Норма опадів, мм        | 65                 | 43                 | 54                 | 60                 | 87                 | 87                 | 94                 | 100                | 87                 | 83                 | 70                 | 65                 | 896                |
| Днів з опадами          | 11,0               | 7,8                | 9,7                | 10,8               | 12,6               | 12,2               | 12,9               | 11,8               | 11,4               | 12,2               | 11,8               | 11,3               | 135,5              |
| Днів зі снігом          | 7,6                | 5,6                | 5,0                | 2,3                | 0,2                | 0                  | 0                  | 0                  | 0                  | 0,4                | 3,0                | 6,4                | 30,5               |
| ----------------------- | ------------------ | ------------------ | ------------------ | ------------------ | ------------------ | ------------------ | ------------------ | ------------------ | ------------------ | ------------------ | ------------------ | ------------------ | ------------------ |
| Джерело: NOAA           |                    |                    |                    |                    |                    |                    |                    |                    |                    |                    |                    |                    |                    |

## Демографія

### Перепис 2010
Згідно з переписом 2010 року, у місті мешкали 9692 особи в 4201 домогосподарстві у складі 2413 родин. Густота населення становила 48 осіб/км².  Було 4608 помешкань (23/км²).
Расовий склад населення:
| - 94,5 % — білих - 2,4 % — корінних американців - 0,9 % — азіатів - 0,6 % — чорних або афроамериканців |

До двох чи більше рас належало 1,4 %. Частка іспаномовних становила 1,3 % від усіх жителів.
За віковим діапазоном населення розподілялося таким чином: 19,6 % — особи молодші 18 років, 64,2 % — особи у віці 18—64 років, 16,2 % — особи у віці 65 років та старші. Медіана віку мешканця становила 40,2 року. На 100 осіб жіночої статі у місті припадало 93,1 чоловіків;  на 100 жінок у віці від 18 років та старших — 91,6 чоловіків також старших 18 років.
Середній дохід на одне домашнє господарство  становив 50 519 доларів США (медіана — 36 538), а середній дохід на одну сім'ю — 63 675 доларів (медіана — 49 135). Медіана доходів становила 34 250 доларів для чоловіків та 30 461 долар для жінок. За межею бідності перебувало 21,0 % осіб, у тому числі 33,1 % дітей у віці до 18 років та 14,0 % осіб у віці 65 років та старших.
Цивільне працевлаштоване населення становило 4523 особи. Основні галузі зайнятості: освіта, охорона здоров'я та соціальна допомога — 38,2 %, роздрібна торгівля — 12,6 %, мистецтво, розваги та відпочинок — 8,1 %, транспорт — 7,5 %.

### Перепис 2000
За даними перепису 2000 року,
на території муніципалітету мешкало 9511 людей, було 3963 садиб та 2464 сімей.
Густота населення становила 48,5 осіб/км². Було 4405 житлових будинків.
З 3963 садиб у 28,1 % проживали діти до 18 років, подружніх пар, що мешкали разом, було 47,8 %,
садиб, у яких господиня не мала чоловіка — 11,0 %, садиб без сім'ї — 37,8 %.
Власники 31,0 % садиб мали вік, що перевищував 65 років, а в 13,7 % садиб принаймні одна людина була старшою за 65 років.
Кількість людей у середньому на садибу становила 2,25, а в середньому на родину 2,82.
Середній річний дохід на садибу становив 29 325 доларів США, а на родину — 37 090 доларів США.
Чоловіки мали дохід 27 510 доларів, жінки — 19 785 доларів.
Дохід на душу населення був 15 712 доларів.
Приблизно 9,2 % родин та 14,5 % населення жили за межею бідності.
Серед них осіб до 18 років було 16,1 %, і понад 65 років — 15,2 %.
Середній вік населення становив 37 років.